# 阿斯帕河
56°54′51″N 56°42′11″E / 56.91417°N 56.70306°E
阿斯帕河（俄语：Аспа），是俄羅斯的河流，位於該國西部彼爾姆邊疆區，該河流屬於伊連河的左支流，河道全長約51公里，流域面積405平方公里。